# Gregorio Correr

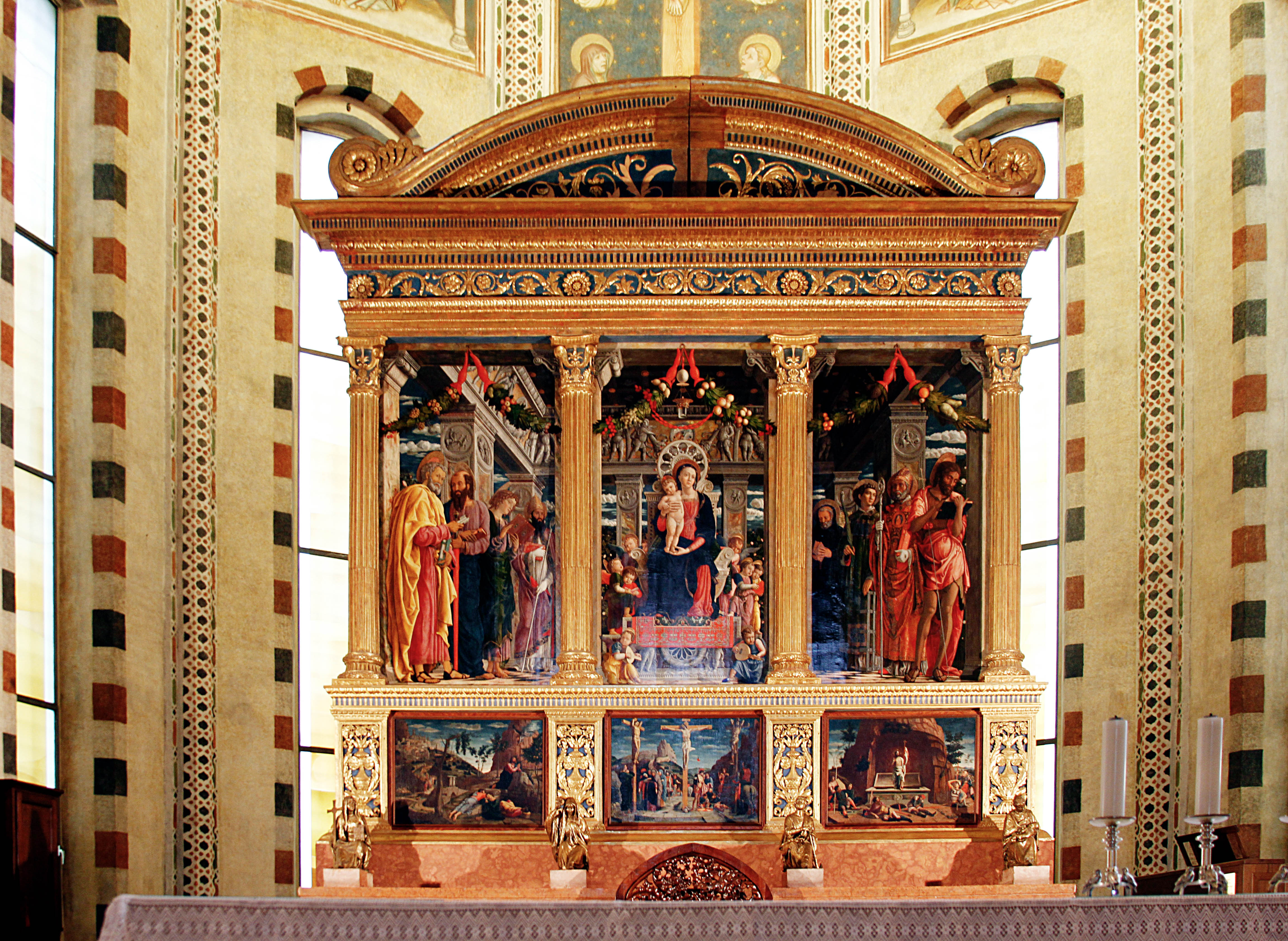
Andrea Mantegna, Pala di San Zeno, Basilica di San Zeno Verona, 1456-1459.

Gregorio Correr (Venezia, 1409 – Verona, 19 novembre 1464) è stato un patriarca cattolico e letterato italiano.

## Biografia
Figlio di Giovanni di Filippo (procuratore di San Marco), e membro della nobile famiglia veneziana dei Correr, quattordicenne fu mandato a Mantova sotto la disciplina di Vittorino da Feltre. Divenne ben presto abile conoscitore della lingua latina, tanto che a 18 anni compose una tragedia, Progne, lodata dal suo stesso Maestro e che l'erudito papa Pio II definì la migliore di tutte dopo quelle di Seneca.
Si trasferì a Roma  presso lo zio cardinale Antonio Correr dove, nel 1431, divenne sacerdote, per sua stessa ammissione, al solo scopo di poter dedicarsi ancora allo studio e alle lettere. Infatti, continuò a comporre carmi, satire e altre opere, mentre nello stesso 1431 venne elevato protonotario apostolico. Negli anni successivi visse sempre appresso lo zio, seguendolo a Firenze, quindi nella Serenissima. Nel 1443 fu nominato abate commendatario del monastero di San Zeno a Verona, dove ricevette la visita di un altro ex-allievo di Vittorino, Iacopo da San Cassiano.
Nel 1456 commissionò al pittore Andrea Mantegna la Pala di San Zeno per la Basilica di San Zeno di Verona.
Il 19 agosto 1464 fu eletto patriarca di Venezia. Entrò in diocesi il 31 agosto successivo ma già il 19 novembre, non ancora consacrato vescovo, morì a Verona.